# Банка Амброзијано
Банка Амброзијано је била италијанска банка која је спектакуларно пропала 1982. Главни кривац за пропаст банке је био њен председник Роберто Калви и његова веза са масонском ложом П2. Главни дионичар Банке Амброзијано била је Ватиканска банка. Постојале су и гласине да је смрт папе Јована Павла I 1978. повезана са скандалом банке Амброзијано. Ватиканска банка је била оптуживана да је усмерава прикривена америчка средства покрету Солидарност и контрашима преко банке Амброзијано. Самтра се да је и мафија користила банку за прање новца. 

## Пре 1981
Ђузепе Товини основао је 1896. банку Амброзијану у Милану. Циљ је био да служи моралним организацијама, побожном раду и релиогиозним телима која раде на додели милостиње. Банка је била позанат као свештеничка банка. Банка је шездесетих година прошлог века почела да шири своју активност, тако да 1963. у Луксембургу оснива холдинг компанију Банко амрозијано холдинг. Било је то под управом Карла Канезија, који је од1965. председник. Канези је 1947. увео Роберта Калвија у банку Амброзијано. Калви је 1971. посто генерални менаџер, а 1975. је председник банке. Роберто Калви је раширио активност и основао је низ офшор компанија на Бахамима и Јужној Америци. Калви је имао контролу над издавачком кућом, која је штампала Коријере дела Сера. Калви је био у пословима са Ватиканском банком и био је близак са њеним председником Полом Марчиникусом. Банка Амбозијано је делила новац и политичким партијама у Италији.
Калви је користио своју мрежу офшор банака и компанија да износи новац из Италије, да надува цене акција и да осигурава велике зајмове без правог покрића. Национална банка Италије је 1978. издала извештај у коме предвиђа будућу катастрофу. Тај извештај је довео до истраге о пословању банке. Међутим левичарска терористичка група је убила суца, који је то истраживао, а банковни службеник, који је надгледао истрагу био је притворен и оптужен, али касније се показало да није било основа за његово притварање.

## После 1981
Полиција је 1981. извршила упад у просторије масонске ложе П2 и нашла је доказе против Роберта Калвија. Калви је ухапшен и осуђен на четири године затвора. Међутим калвија су ослободили док се чекао одговор на његову жалбу. Задржао је и позицију у банци. Карло де Бенедети је купио део банке и постао је заменик председника, али напустио је банку након два месеца, јер је добио претње од мафије, а и Калви није показао интерес да сарађује са њим. Његовог заменика је исто тако ранила мафија. 
Одједном се открило да је банка Амброзијано у минусу за 1,287 милијарди долара. Калви је напустио Италију користећи лажни пасош. Калвијев секретар је пре самоубиства скоком кроз прозор оставио поруку у којој је оптужио Калвија. Роберо Калви је 18. јуна 1982. нађен обешен код Блекфрајарс Бриџа (Моста црних фратара) у Лондону. Чланови масонске ложе П2 називали су се црни фратри. Због тога се сматра да је обешен испод тога моста црних фратара као масонско упозорење.
Банка је пропала, а поставило се питање ко ће покрити губитке. Ватикан је пристао да плати један одређени износ, али није прихватио кривицу.